# Usèsta
Usèste (en francès Uzeste) és un municipi francès situat al departament de la Gironda i a la regió de la Nova Aquitània.

## Demografia
| 1962                                       | 1968 | 1975 | 1982 | 1990 | 1999 | 2007 |
| ------------------------------------------ | ---- | ---- | ---- | ---- | ---- | ---- |
| 345                                        | 445  | 405  | 410  | 351  | 416  | 443  |
| Des de 1962: població sense dobles comptes |      |      |      |      |      |      |

## Administració
| Període | Identitat         | Partit |
| ------- | ----------------- | ------ |
| 2001-   | Jeanne-Marie Baup | PS     |

## Personatges il·lustres
- Bernard Lubat, músic de jazz i creador del festival Uzeste musical
- El Papa Climent V hi és enterrat